# Hannah Mitchell
Hannah Mitchell, née Hannah Maria Webster (11 février 1872, Hope Woodlands - 22 octobre 1956, Newton Heath), est une suffragette britannique et militante socialiste.
Née dans une famille d'agriculteurs pauvres du Derbyshire, Hannah Maria Webster quitte la maison familiale très jeune pour travailler comme couturière à Bolton, où elle s'implique dans le mouvement socialiste. Elle travaille pendant de nombreuses années dans des organisations liées au socialisme, au suffrage des femmes et au pacifisme. Après la Première Guerre mondiale, elle est élue au conseil municipal de Manchester. Elle officie un temps comme magistrate avant de travailler pour le dirigeant du parti travailliste, Keir Hardie.

## Biographie

### Enfance
Hannah Maria Webster est née le 11 février 1872 dans une ferme du nom d'Alport Castles à Hope Woodlands, dans le Derbyshire. Fille d'un couple de fermiers (Benjamin et Ann Webster), elle est la quatrième de six enfants.
La jeune fille n'est pas autorisée à recevoir une éducation formelle, bien que son père lui ait appris à lire. Astreinte à domicile, elle accomplie les tâches domestiques aux côtés de sa mère, et cela malgré une mésentente certaine entre les deux femmes. Très tôt, elle prend conscience des inégalités femme-homme dans la sphère domestique. Elle observe également les mariages précoces en apparence inévitables des filles autour d'elle, organisés afin de limiter la vie intime des jeunes femmes et d'éviter les enfants hors mariage. Plus tard, elle confesse dans son autobiographie que sa mère était une femme violente et de mauvaise humeur qui faisait parfois dormir ses enfants dans la grange.
À l'âge de 13 ans, elle devient apprentie couturière afin d'apporter un revenu supplémentaire à sa famille.
À l’âge de 14 ans, après une dispute avec sa mère, elle quitte la maison et va vivre avec son frère William et sa famille à Glossop et, à dix-neuf ans s’installe à Bolton, dans le Lancashire, où elle trouve du travail comme couturière « gagnant dix shillings par semaine » et dans le service domestique,.
A Glossop, sa maîtresse était une couturière infirme plus âgée, Miss Brown. Mitchell a écrit que son approche contrastait avec celle de sa mère et qu’elle enseignait gentiment « que le travail pouvait aussi être un plaisir ».

### Vie privée
À Bolton, Hannah Webster complète sa formation initiale, espérant initialement devenir enseignante. Elle travaille alors dans la maison d'un maître d'école qui lui permet d'emprunter ses livres. Parallèlement, elle commence à s'impliquer dans le mouvement socialiste et à faire des revendications : heures de travail plus courtes et une demi-journée de congé (payée) hebdomadaire pour les travailleurs des magasins. Elle commence aussi à commenter sur les conditions de travail des femmes dans l’industrie du vêtement : mauvais salaires et conditions de travail, mais aussi exigence d'un silence strict et mise en place d'amendes.
Hannah Webster fréquente également l'Église travailliste. La jeune militante est particulièrement influencée par le journal The Clarion édité par Robert Blatchford. Lors d'une réunion à laquelle elle assiste, elle rencontre la militante socialiste et journaliste Katharine Glasier.
Dans la maison où elle loge, elle fait la connaissance du tailleur Gibbon Mitchell. Le couple se marie en 1895 et Hannah Mitchell donne naissance à un fils. En raison des difficultés liées à cette naissance et dans la réticence à voir grandir davantage d'enfants dans la pauvreté, elle décide de ne plus avoir d'autres enfants,. En plus de leur fils, les Mitchells recueillent une nièce orpheline.
Bien que son mari ait initialement accepté ses demandes dont le partage égal des tâches dans le couple, elle constate que la réalité n’est pas à la hauteur de cet idéal. Hannah Mitchell continue à travailler comme couturière pour compléter les maigres revenus du foyer, tandis qu'elle consacre le reste de son temps aux tâches ménagères. À l'instar des autres femmes du mouvement socialiste, elle lutte pour convaincre les socialistes masculins de la revalorisation de la place des femmes et de la parité dans la société britannique.
Le couple déménage à Newhall, dans le Derbyshire, où les socialistes de cette région minière ont cofinancé une salle pour les réunions, et les orateurs ont souvent été accueillis avec les Mitchell. En 1900, ils déménagent à Ashton-under-Lyne, près de Manchester, où Gibbon travaille dans la section de couture du magasin Co-operative. Mitchell elle-même a commencé à s’exprimer publiquement lors des réunions du Parti travailliste indépendant (ILP). Elle a été nommée par le parti comme Gardienne de la loi des pauvres pour leur ville en 1904.
Hannah Mitchell décède le 22 octobre 1956 à son domicile de Newton Heath, quartier de Manchester. Son autobiographie, The Hard Way Up - The Autobiography of Hannah Mitchell Suffragette and Rebel est publiée en 1968. Une plaque lui est dédiée sur le mur de la maison où elle a grandi avec sa famille à Ashton-under-Lyne entre 1900 et 1910. Une seconde plaque est présente sur sa résidence du 18 Ingham Street à Newton Heath, où elle a passé les dernières années de sa vie et rédigé son autobiographie.

## Engagement politique
Dès le début des années 1900, Hannah Mitchell commence à s'exprimer publiquement lors des réunions du Parti travailliste indépendant (ILP). Elle rejoint comme organisatrice à temps partiel la Women's Social and Union (WSPU), dirigée par Emmeline Pankhurst et Christabel Pankhurst. La militante parcourt le pays en faisant campagne pour le suffrage des femmes lors des élections partielles. En 1907, elle est touchée par une dépression nerveuse que son médecin impute au surmenage et à la malnutrition. Pendant sa convalescence, la suffragette et écrivaine britannique Charlotte Despard lui rend visite et lui procure de l'argent pour la nourriture. Dans son autobiographie, Hannah Mitchell mentionne la douleur qu'elle a ressenti quand aucun membre du clan Pankhurst ne l'a contactée pendant son rétablissement. En 1908, elle quitte la Women's Social and Union (WSPU) et rejoint la  Women's Freedom League, fondée par soixante-dix-sept suffragettes, dont Charlotte Despard.
Pendant la Première Guerre mondiale, Hannah Mitchell soutient le mouvement pacifiste et rejoint des organisations telles que la No Conscription Fellowship (NCF) et la Women's International League for Peace and Freedom. En 1918, elle réintègre le Parti travailliste indépendant (ILP). En 1924, elle est nommée membre du conseil municipal de Manchester, réélue jusqu'en 1935. À partir de 1926, elle exerce la profession de magistrate, et cela pendant les onze années suivantes.
Le 9 mai 1939, Hannah Mitchell aide à organiser une réunion de 40 ex-suffragettes à Manchester. Vers la fin de la Seconde Guerre mondiale, elle commence à travailler sur son autobiographie The Hard Way, restée inédite de son vivant, et éditée par son petit-fils Geoffrey Mitchell en 1968. Après la guerre, elle devient chroniqueuse pour The Northern Voice et Manchester City News. 
Elle officie un temps comme magistrate avant de travailler pour le dirigeant du parti travailliste, Keir Hardie,. 

## Publications
- (en) Geoffrey Mitchell (éd.), The Hard Way Up : The Autobiography of Hannah Mitchell Suffragette and Rebell, Londres, Virago, 1968, 260 p. (ISBN 978-0-86068-002-4).

## Fondation Hannah Mitchell
En 2012, la Fondation Hannah Mitchell et crée avec pour objectif de favoriser la mise en place d'un gouvernement décentralisé dans le nord de l'Angleterre. Le nom a été choisi "en mémoire d'une socialiste, féministe et activiste exceptionnelle du Nord de l'Angleterre, qui était fière de ses racines ouvrières et qui avait une vision culturelle et politique",. 